# Christina Schaefer (Romanistin)
Christina Schaefer ist eine deutsche Romanistin.

## Leben
Schaefer studierte von 1997 bis 2002 Frankreichstudien (Diplom) an der FU Berlin und der Université de Paris III. Nach verschiedenen Tätigkeiten als wissenschaftliche Mitarbeiterin ab 2003 und der Promotion im Jahr 2011 an der FU Berlin war sie dort von 2012 bis 2021 wissenschaftliche Mitarbeiterin (Postdoc) für Französische und Italienische Literaturwissenschaft am Institut für Romanische Philologie bei Ulrike Schneider. Ihre Habilitation mit anschließender kurzer Tätigkeit als Privatdozentin in Berlin erfolgte 2021. 
Seit  Herbst 2021 lehrt Schaefer als Professorin (W3) für Romanische Philologie (insbesondere französische und italienische Literaturwissenschaft) an der Christian-Albrechts-Universität zu Kiel.
Darüber hinaus hielt sie zahlreiche Vorträge, unter anderem an der Sächsischen Akademie der Wissenschaften sowie an Universitäten im In- und Ausland, zum Beispiel an der Humboldt-Universität zu Berlin, der Universität Genf, der Universität Lausanne, der Harvard University und der Universität Bergamo.

## Schriften (Auswahl)
- Konstruktivismus und Roman. Erkenntnistheoretische Aspekte in Alain Robbe-Grillets Theorie und Praxis des Erzählens. Zugl. Dissertation. Steiner, Stuttgart 2013, ISBN 3-515-10278-7.
- als Hrsg. mit Simon Zeisberg: Das Haus schreiben. Bewegungen ökonomischen Wissens in der Literatur der Frühen Neuzeit. Harrassowitz, Wiesbaden 2018, ISBN 978-3-447-11074-7.
- als Hrsg. mit Isabelle Fellner: Facetten der experientia. Zum Rekurs auf Erfahrung und Erfahrungswissen in der frühneuzeitlichen Romania. Harrassowitz, Wiesbaden 2022, ISBN 978-3-447-11810-1.
- Gespräche über Haus und Familie. Dynamiken des ökonomischen Diskurses im italienischen Dialog der Renaissance von Alberti bis Tasso. Harrassowitz, Wiesbaden 2023, ISBN 978-3-447-12036-4.